# Flughafen Atyrau

i8
i11
i13
Der Flughafen Atyrau  (kasachisch Атырау халықаралық әуежайы, russisch Международный аэропорт Атырау, IATA-Code: GUW, ICAO-Code: UATG) ist ein internationaler Flughafen, der die im Gebiet Atyrau liegende kasachische Stadt Atyrau bedient. Der Flughafen liegt ca. sieben Kilometer von der Stadt entfernt und verfügt über eine Start- und Landebahn.

## Airlines und Ziele
Den Flughafen fliegen die Fluggesellschaften Air Astana und SCAT Airlines aus Kasachstan an. Zu den Zielen gehören nationale wie Astana, Almaty oder Schymkent. Die internationalen Ziele befinden sich vorwiegend in Russland und im Kaukasus. In Europa werden Verbindungen nach Amsterdam, Istanbul und Frankfurt angeboten.